# YORP-эффект
Эффект Ярковского — О’Кифа — Радзиевского — Пэддэка (сокр. ЯОРП-эффект или YORP-эффект) — это явление изменения скорости вращения небольших астероидов неправильной формы под действием солнечного света. Термин ввёл в 2000 г. американский геофизик Д. Рубинкэм. Частное проявление этого явления известно с 1900 года как эффект Ярковского.

## Принцип действия

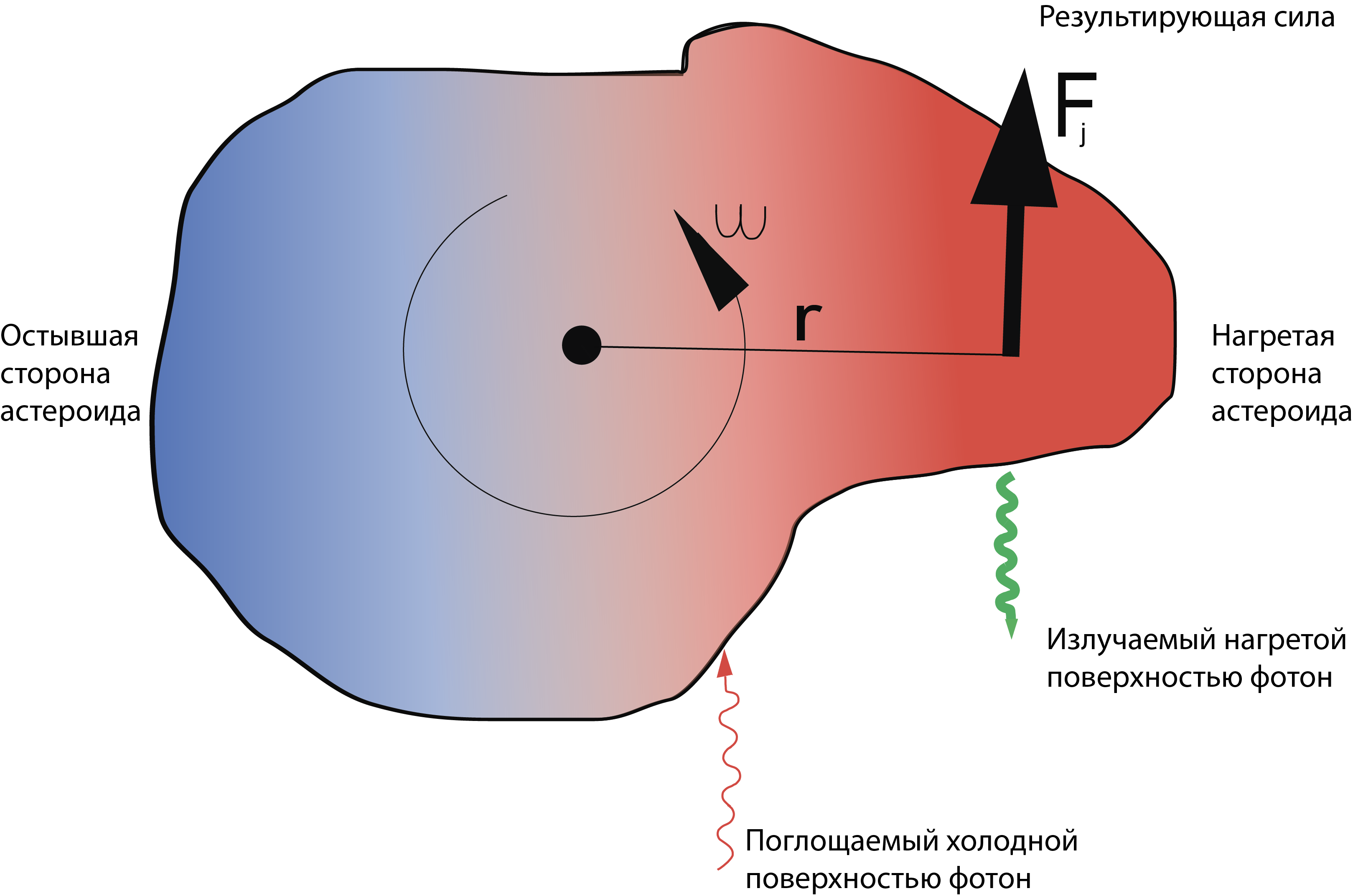
Схема действия YORP-эффекта на астероид асимметричной формы.

Он заключается в неравномерном нагреве Солнцем поверхности вращающихся небесных тел. Из-за вращения астероида вечерняя сторона его поверхности является наиболее нагретой, поскольку она весь день находилась в зоне действия солнечного излучения и накопила максимум солнечной энергии, в то время как утренняя сторона является наиболее холодной, поскольку она всю ночь излучала полученное ранее от Солнца тепло. Таким образом, тепловое излучение с вечерней стороны астероида намного сильнее, чем с утренней. Это приводит к тому, что с вечерней стороны астероида начинает действовать реактивная сила, возникающая при излучении фотонов с поверхности астероида, которая практически не сбалансирована с утренней стороны астероида, поскольку там поверхность уже успела остыть за ночь. На вращение сферических тел эта сила не оказывает практически никакого влияния, поскольку возникающий реактивный импульс направлен перпендикулярно к поверхности астероида, которая в свою очередь перпендикулярна к радиусу, то есть в случае с телом сферической формы она направлена в центр масс астероида, что может слегка сместить орбиту тела (эффект Ярковского), но не изменит скорость его вращения. В астероиде неправильной формы возникающий импульс также всегда направлен перпендикулярно поверхности, но далеко не всегда к центру масс астероида, а зачастую под углом к направлению на него, что приводит к возникновению вращающего момента, который вызывает появление небольшого углового ускорения, что приводит к изменению скорости вращения астероида в зависимости от изначального направления его вращения.
Наибольшее влияние на степень действия эффекта имеют форма и размеры астероида. Как уже говорилось выше, он может оказывать влияние только на тело неправильной формы, при этом оно должно быть не слишком массивным. Заметное влияние YORP-эффект может оказать только на небольшие тела диаметром несколько километров, поскольку крупные астероиды имеют большой момент инерции, и раскрутить их значительно сложнее. К тому же они чаще имеют форму, близкую к сферической. При этом надо иметь в виду, что на астероиды, по форме близкие к эллипсоидам вращения, у которых радиус в плоскости вращения везде примерно одинаков, YORP-эффект тоже влияния не оказывает, если распределение альбедо поверхности более или менее равномерно.
- Пример: Чтобы увеличить скорость вращения астероида (951) Гаспра в два раза при его радиусе в 6 км и орбите с большой полуосью 2,21 а. е., потребуется около 240 млн лет, в то время как для астероида (243) Ида, если его поместить на место Гаспры, это время было бы в два раза меньше из-за более вытянутой формы этого астероида. С другой стороны, если Гаспру уменьшить в размере в 10 раз, то его скорость вращения изменится вдвое всего за несколько миллионов лет, в то время как для спутника Марса Фобоса оно составило бы несколько миллиардов лет.

Кроме того, степень влияния эффекта напрямую зависит от расстояния до Солнца: чем ближе к нему астероид, тем сильнее нагревается его поверхность, тем больше реактивный импульс, создаваемый вечерней стороной астероида, и тем сильнее влияние эффекта.
- Пример: Если астероид (951) Гаспра приблизить к Солнцу всего на 1 а. е., его скорость вращения изменится вдвое всего за 100 000 лет.

Помимо изменения скорости, YORP-эффект также может вызывать изменение наклона и прецессию оси вращения астероида, причём эти процессы могут происходить как регулярно, так и хаотично в зависимости от различных факторов.
YORP-эффект может являться одним из механизмов образования небольших тесных двойных систем астероидов, который может оказаться ещё более важным, чем столкновения, приливные нарушения или гравитационный захват.

## История

Под действием YORP-эффект меняется скорость и наклон оси вращения, эффект Ярковского вызывает изменение большой полуоси орбиты астероида.

Этот термин впервые был предложен американским геофизиком доктором Дэвидом Рубинкэмом в 2000 году и является аббревиатурой первых букв фамилий учёных, внёсших наибольший вклад в открытие и изучение данного явления. Среди них первое место по праву занимает российский учёный XIX века Иван Ярковский, который предположил, что тепловое излучение поверхности астероида, выделяемое им с ночной стороны, создаёт слабый реактивный импульс, что может привести к дополнительному ускорению астероида. В трактовке современной квантовой физики каждый фотон, испускаемый нагретой поверхностью астероида, придаёт ему импульс, равный {\displaystyle p=hv/c}, где {\displaystyle hv} — энергия фотона, а {\displaystyle c} — скорость света. Эта гипотеза, известная как эффект Ярковского, была впервые подтверждена на примере астероида (6489) Голевка путём наблюдения за изменением его орбиты в течение более чем 10 лет.
Позднее, уже в XX веке, советский астрофизик Владимир Радзиевский, уточнил, что интенсивность теплового излучения зависит от альбедо поверхности астероида, а американские учёные Стивен Пэддэк и Джон О’Киф показали, что ещё большее влияние на изменение угловой скорости оказывает форма астероида. В итоге учёные пришли к выводу, что именно YORP-эффект является причиной наблюдаемого избытка быстровращающихся объектов среди небольших асимметричных астероидов, приводящего к их разрыву центробежными силами.

## Наблюдения
В 2007 году по результатам радиолокационных наблюдений астероидов (1862) Аполлон и (54509) YORP YORP-эффект получил прямое подтверждение, причём в случае с последним астероидом влияние YORP-эффекта оказалось столь велико, что впоследствии ему в качестве имени было присвоено название данного явления. Так, по расчётам скорость вращения астероида (54509) YORP должна удвоиться всего за 600 000 лет, а через 35 млн лет его период обращения и вовсе составит всего 20 секунд, что в дальнейшем может привести к разрыву астероида центробежными силами. На сегодняшний день угловое ускорение этого астероида составляет 2,0(± 0,2)⋅10-4 °/день2. Кроме того, влияние YORP-эффекта может привести к изменению наклона и прецессии оси вращения.
Наблюдения показывают, что для астероидов диаметром более 125 км кривая распределения скоростей вращения соответствует распределению Максвелла, в то время как для небольших тел диаметром от 50 до 125 км наблюдается некоторое увеличение быстро вращающихся (медленно вращающихся) объектов, а для мелких астероидов менее 50 км в диаметре и вовсе характерно большое количество астероидов с очень большими или очень малыми скоростями вращения вокруг своей оси. По сути, происходит смещение областей плотности астероидов к краям распределения по мере уменьшения размеров астероидов. YORP-эффект является главным механизмом подобного смещения. Он также объясняет относительно небольшое количество небольших астероидов асимметричной формы, а также существование небольших тесных двойных систем астероидов, вращающихся вокруг общего центра масс, которые не могут быть объяснены только как результат взаимных столкновений астероидов. С другой стороны, он не способен существенно изменить скорости вращения крупных тел вроде астероида (253) Матильда.